# WTA-toernooi van Oostenrijk
Het WTA-toernooi van Oostenrijk was een jaarlijks terugkerend tennistoernooi voor vrouwen dat laatstelijk (2007–2015) werd georganiseerd in de Oostenrijkse plaats Bad Gastein. De officiële naam van het toernooi was toen Gastein Ladies.
De WTA organiseerde het toernooi dat in de categorie "International" viel en werd gespeeld op gravel. De eerste editie werd in 1968 gehouden in Kitzbühel. In de daarna volgende decennia werd het, ook wel als Austrian Open aangeduide, toernooi in ongeregelde perioden gespeeld in diverse plaatsen. In 2016 moest het toernooi haar licentie afgeven, omdat het geen nieuwe sponsor kon vinden. De vervanger van dit toernooi is het Ladies Championship Gstaad.

## Officiële toernooinamen
Het toernooi heeft meerdere namen gekend, afhankelijk van de hoofdsponsor:
- 1968–1973, 1975, juli 1979, 1981, 1990: Austrian Open
- 1974: Head Cup Austrian Championships
- 1976, 1978: Head Cup
- 1977: Colgate Trophy
- mei 1979: Bancroft Trophy
- 1980, 1982: Sparkassen Austrian Cup
- 1983: Head Cup Austrian Open
- 1985–1986: Elektra Cup
- 1991–1993: Citroën (Cup)(Austrian Open)
- 1994–1998: (Meta) (Piberstein) Styrian Open
- 1999: Egger Tennis Festival
- 2000–2001: Uniqa Grand Prix
- 2002–2004: Wien Energie Grand Prix
- 2007–2015: (Nürnberger) Gastein Ladies

## Plaats van handeling
- 1968–1983: Kitzbühel
- mei 1979: Wenen
- 1984: geen toernooi
- 1985–1986: Bregenz
- 1987–1989: geen toernooi
- 1990–1993: Kitzbühel
- 1994–1998: Maria Lankowitz
- 1999: Pörtschach
- 2000: Klagenfurt
- 2001–2004: Wenen
- 2005–2006: geen toernooi
- 2007–2015: Bad Gastein

## Finales

### Enkelspel
| Datum      | Naam                           | Cat.          | ($)           | Ondergrond     | Winnares                       | Verliezend finaliste     | Uitslag                  |               |
| ---------- | ------------------------------ | ------------- | ------------- | -------------- | ------------------------------ | ------------------------ | ------------------------ | ------------- |
| 1968-08-20 | Coupe Des Alpes (Kb)           |               |               | gravel, buiten | Annette du Plooy               | Erzsébet Polgár          | 6-1, 6-0                 |               |
| 1968-08-26 | Austrian Open (P)              |               |               | gravel, buiten | Winnie Shaw                    | Elena Subirats           | 6-1, 7-5                 |               |
| 1969-08-12 | Austrian Open (Kb)             |               |               | gravel, buiten | Judy Tegart                    | Patricia Walkden         | 8-6, 6-2                 |               |
| 1970-08-?? | Austrian Open (Kb)             |               |               |                | Helga Niessen                  | Evonne Goolagong         | 7-5, 6-3                 |               |
| 1971-07-19 | Austrian Open (Kb)             |               |               | gravel, buiten | Billie Jean King               | Laura Rossouw            | 6-2, 4-6, 7-5            |               |
| 1972-07-17 | Austrian Open (Kb)             |               |               | gravel, buiten | Katja Ebbinghaus               | Marijke Schaar           | 7-5, 6-3                 |               |
| 1973-07-16 | Austrian Open (Kb)             |               |               | gravel, buiten | Evonne Goolagong Olga Morozova | afgelast wegens neerslag | afgelast wegens neerslag |               |
| 1974-07-15 | Head Cup Austrian Champ’s (Kb) |               |               | gravel, buiten | Mirka Koželuhová               | Mima Jaušovec            | 6-3, 6-0                 |               |
| 1975-07-14 | Austrian Open (Kb)             |               |               | gravel, buiten | Sue Barker                     | Pam Teeguarden           | 6-4, 6-4                 |               |
| 1976-07-12 | Head Cup (Kb)                  |               |               | gravel, buiten | Wendy Turnbull                 | Virginia Ruzici          | 6-4, 5-7, 6-2            |               |
| 1977-07-11 | Colgate Trophy (Kb)            |               |               | gravel, buiten | Renáta Tomanová                | Katja Ebbinghaus         | 6-3, 7-5                 |               |
| 1978-07-30 | Head Cup (Kb)                  |               |               |                | Virginia Ruzici                | Sylvia Hanika            | 6-4, 6-3                 |               |
| 1979-05-14 | Bancroft Trophy (W)            |               | 75.000        | gravel, buiten | Chris Evert                    | Caroline Stoll           | 6-1, 6-1                 |               |
| 1979-07-18 | Austrian Open (Kb)             |               | 35.000        | gravel, buiten | Hana Mandlíková                | Sylvia Hanika            | 2-6, 7-5, 6-3            |               |
| 1980-07-21 | Sparkassen Austrian Cup (Kb)   |               | 50.000        | gravel, buiten | Virginia Ruzici                | Hana Mandlíková          | 3-6, 6-1, opg.           | details       |
| 1981-07-13 | Austrian Open (Kb)             |               | 50.000        | gravel, buiten | Claudia Kohde-Kilsch           | Sylvia Hanika            | 7-5, 7-6                 | details       |
| 1982-07-19 | Sparkassen Austrian Cup (Kb)   |               | 50.000        | gravel, buiten | Virginia Ruzici                | Lea Plchová              | 6-2, 6-2                 | details       |
| 1983-07-18 | Head Cup Austrian Open (Kb)    |               | 50.000        | gravel, buiten | Pascale Paradis                | Petra Huber              | 3-6, 6-3, 6-2            | details       |
| 1984       | geen toernooi                  | geen toernooi | geen toernooi | geen toernooi  | geen toernooi                  | geen toernooi            | geen toernooi            | geen toernooi |
| 1985-07-15 | Elektra Cup (Br)               |               | 50.000        | gravel, buiten | Virginia Ruzici                | Mima Jaušovec            | 6-2, 6-3                 | details       |
| 1986-07-14 | Elektra Cup (Br)               |               | 50.000        | gravel, buiten | Sandra Cecchini                | M Pérez Roldán           | 6-4, 6-0                 | details       |
| 1987–1989  | geen toernooi                  | geen toernooi | geen toernooi | geen toernooi  | geen toernooi                  | geen toernooi            | geen toernooi            | geen toernooi |
| 1990-09-10 | Austrian Open (Kb)             | Tier IV       | 100.000       | gravel, buiten | Claudia Kohde-Kilsch           | Rachel McQuillan         | 7-6, 6-4                 | details       |
| 1991-07-15 | Citroën Austrian Open (Kb)     | Tier IV       | 150.000       | gravel, buiten | Conchita Martínez              | Judith Wiesner           | 6-1, 2-6, 6-3            | details       |
| 1992-07-06 | Citroën Cup Austrian Open (Kb) | Tier IV       | 150.000       | gravel, buiten | Conchita Martínez              | Manuela Maleeva          | 6-0, 3-6, 6-2            | details       |
| 1993-07-12 | Citroën Cup (Kb)               | Tier III      | 150.000       | gravel, buiten | Anke Huber                     | Judith Wiesner           | 6-4, 6-1                 | details       |
| 1994-07-25 | Styrian Open (M)               | Tier IV       | 100.000       | gravel, buiten | Anke Huber                     | Judith Wiesner           | 6-3, 6-3                 | details       |
| 1995-07-24 | Styrian Open (M)               | Tier IV       | 107.500       | gravel, buiten | Judith Wiesner                 | Ruxandra Dragomir        | 7-6, 6-3                 | details       |
| 1996-08-05 | Meta Styrian Open (M)          | Tier IV       | 107.500       | gravel, buiten | Barbara Paulus                 | Sandra Cecchini          | 0-0, opg.                | details       |
| 1997-07-28 | Styria Open (M)                | Tier IV       | 107.500       | gravel, buiten | Barbara Schett                 | Henrieta Nagyová         | 3-6, 6-2, 6-3            | details       |
| 1998-07-06 | Piberstein Styria Open (M)     | Tier IV       | 107.500       | gravel, buiten | Patty Schnyder                 | Gala León                | 6-2, 4-6, 6-3            | details       |
| 1999-07-05 | Egger Tennis Festival (P)      | Tier IVb      | 112.500       | gravel, buiten | Karina Habšudová               | Silvija Talaja           | 2-6, 6-4, 6-4            | details       |
| 2000-07-10 | Uniqa Grand Prix (Kf)          | Tier III      | 170.000       | gravel, buiten | Barbara Schett                 | Patty Schnyder           | 5-7, 6-4, 6-4            | details       |
| 2001-07-09 | Uniqa Grand Prix (W)           | Tier III      | 170.000       | gravel, buiten | Iroda Tulyaganova              | Patty Schnyder           | 6-3, 6-2                 | details       |
| 2002-06-10 | Wien Energie Grand Prix (W)    | Tier III      | 170.000       | gravel, buiten | Anna Smashnova                 | Iroda Tulyaganova        | 6-4, 6-1                 | details       |
| 2003-06-09 | Wien Energie Grand Prix (W)    | Tier III      | 170.000       | gravel, buiten | Paola Suárez                   | Karolina Šprem           | 7-6, 2-6, 6-4            | details       |
| 2004-05-17 | Wien Energie Grand Prix (W)    | Tier III      | 170.000       | gravel, buiten | Anna Pistolesi                 | Alicia Molik             | 6-2, 3-6, 6-2            | details       |
| 2005–2006  | geen toernooi                  | geen toernooi | geen toernooi | geen toernooi  | geen toernooi                  | geen toernooi            | geen toernooi            | geen toernooi |
| 2007-07-23 | Gastein Ladies (BG)            | Tier III      | 175.000       | gravel, buiten | Francesca Schiavone            | Yvonne Meusburger        | 6-1, 6-4                 | details       |
| 2008-07-14 | Gastein Ladies (BG)            | Tier III      | 175.000       | gravel, buiten | Pauline Parmentier             | Lucie Hradecká           | 6-4, 6-4                 | details       |
| 2009-07-20 | Nürnberger Gastein Ladies (BG) | International | 220.000       | gravel, buiten | Andrea Petković                | Ioana Raluca Olaru       | 6-2, 6-3                 | details       |
| 2010-07-19 | Nürnberger Gastein Ladies (BG) | International | 220.000       | gravel, buiten | Julia Görges                   | Timea Bacsinszky         | 6-1, 6-4                 | details       |
| 2011-07-11 | Nürnberger Gastein Ladies (BG) | International | 220.000       | gravel, buiten | MJ Martínez Sánchez            | Patricia Mayr            | 6-0, 7-5                 | details       |
| 2012-06-11 | Nürnberger Gastein Ladies (BG) | International | 220.000       | gravel, buiten | Alizé Cornet                   | Yanina Wickmayer         | 7-5, 7-6                 | details       |
| 2013-07-15 | Nürnberger Gastein Ladies (BG) | International | 235.000       | gravel, buiten | Yvonne Meusburger              | Andrea Hlaváčková        | 7-5, 6-2                 | details       |
| 2014-07-07 | Nürnberger Gastein Ladies (BG) | International | 250.000       | gravel, buiten | Andrea Petković                | Shelby Rogers            | 6-3, 6-3                 | details       |
| 2015-07-20 | Nürnberger Gastein Ladies (BG) | International | 250.000       | gravel, buiten | Samantha Stosur                | Karin Knapp              | 3-6, 7-6, 6-2            | details       |

* (BG) = Bad Gastein, (Br) = Bregenz, (Kb) = Kitzbühel, (Kf) = Klagenfurt, (M) = Maria Lankowitz, (P) = Pörtschach, (W) = Wenen

### Dubbelspel
| Datum      | Naam                           | Cat.          | ($)           | Ondergrond     | Winnaressen                         | Verliezend finalistes                  | Uitslag           |               |
| ---------- | ------------------------------ | ------------- | ------------- | -------------- | ----------------------------------- | -------------------------------------- | ----------------- | ------------- |
| 1968-08-26 | Austrian Open (P)              |               |               | gravel, buiten | Winnie Shaw Nell Truman             | Helen Amos Elena Subirats              | 6-3, 6-8, 6-0     | [ 2 ]         |
| 1969-08-12 | Austrian Open (Kb)             |               |               | gravel, buiten | Judy Tegart Patricia Walkden        | Marianna Brummer Anita van Deventer    | 6-0, 6-3          |               |
| 1970-08-?? | Austrian Open (Kb)             |               |               |                | Brenda Kirk Annette du Plooy        | Helga Niessen Winnie Shaw              | 6-4, 5-7, 6-3     |               |
| 1971-07-19 | Austrian Open (Kb)             |               |               | gravel, buiten | Rosie Casals Billie Jean King       | Helga Masthoff Heide Orth              | 6-2, 6-4          |               |
| 1972-07-17 | Austrian Open (Kb)             |               |               | gravel, buiten | Katja Ebbinghaus Heide Orth         | Mandy Morgan Lucia Sarno               | 6-0, 6-1          |               |
| 1973-07-16 | Austrian Open (Kb)             |               |               | gravel, buiten | Aleksandra Ivanova Olga Morozova    | Evonne Goolagong Janet Young           | 2-6, 6-4, 6-2     |               |
| 1974-07-15 | Head Cup Austrian Champ’s (Kb) |               |               | gravel, buiten | Beatrix Klein Éva Szabó             | AM Pinto Bravo Iris Riedel             | 6-1, 6-4          |               |
| 1975-07-14 | Austrian Open (Kb)             |               |               | gravel, buiten | Sue Barker Pam Teeguarden           | Fiorella Bonicelli Raquel Giscafré     | 6-4, 6-3          |               |
| 1976-07-12 | Head Cup (Kb)                  |               |               | gravel, buiten | Helena Anliot Mimmi Wikstedt        | Katja Ebbinghaus Heidi Eisterlehner    | 6-4, 2-6, 7-5     |               |
| 1977-07-11 | Colgate Trophy (Kb)            |               |               | gravel, buiten | Helen Gourlay Rayni Fox             | Lesley Charles J Fayter-Hough          | 6-1, 6-4          |               |
| 1978-07-30 | Head Cup (Kb)                  |               |               |                | Virginia Ruzici Renáta Tomanová     | Regina Maršíková Florentsa Mihai       | 7-5, 6-2          |               |
| 1979-05-14 | Bancroft Trophy (W)            |               | 75.000        | gravel, buiten | Dianne Fromholtz Marise Kruger      | Ilana Kloss Betty-Ann Stuart           | 3-6, 6-4, 6-1     |               |
| 1979-07-18 | Austrian Open (Kb)             |               | 35.000        | gravel, buiten | Helena Anliot Dianne Evers          | Virginia Ruzici Elly Vessies           | 6-0, 6-4          |               |
| 1980-07-21 | Sparkassen Austrian Cup (Kb)   |               | 50.000        | gravel, buiten | C Kohde-Kilsch Eva Pfaff            | Hana Mandlíková Renáta Tomanová        | walk-over         | details       |
| 1981-07-13 | Austrian Open (Kb)             |               | 50.000        | gravel, buiten | C Kohde-Kilsch Eva Pfaff            | Elizabeth Little Yvonne Vermaak        | 6-4, 6-3          | details       |
| 1982-07-19 | Sparkassen Austrian Cup (Kb)   |               | 50.000        | gravel, buiten | Yvona Brzáková Kateřina Skronská    | Jill Patterson Courtney Lord           | 6-1, 7-5          | details       |
| 1983-07-18 | Head Cup Austrian Open (Kb)    |               | 50.000        | gravel, buiten | Chris Newton Pam Whytcross          | Nathalie Herreman Pascale Paradis      | 2-6, 6-4, 7-6     | details       |
| 1984       | geen toernooi                  | geen toernooi | geen toernooi | geen toernooi  | geen toernooi                       | geen toernooi                          | geen toernooi     | geen toernooi |
| 1985-07-15 | Elektra Cup (Br)               |               | 50.000        | gravel, buiten | Mima Jaušovec Virginia Ruzici       | Andrea Holíková Kateřina Skronská      | 6-2, 6-3          | details       |
| 1986-07-14 | Elektra Cup (Br)               |               | 50.000        | gravel, buiten | Petra Huber Petra Keppeler          | Sabrina Goleš T Scheuer-Larsen         | 6-2, 6-4          | details       |
| 1987–1989  | geen toernooi                  | geen toernooi | geen toernooi | geen toernooi  | geen toernooi                       | geen toernooi                          | geen toernooi     | geen toernooi |
| 1990-09-10 | Austrian Open (Kb)             | Tier IV       | 100.000       | gravel, buiten | Petra Langrová Radomira Zrubáková   | Sandra Cecchini Patricia Tarabini      | 6-0, 6-4          | details       |
| 1991-07-15 | Citroën Austrian Open (Kb)     | Tier IV       | 150.000       | gravel, buiten | Bettina Fulco Nicole Jagerman       | Sandra Cecchini Patricia Tarabini      | 7-5, 6-4          | details       |
| 1992-07-06 | Citroën Cup Austrian Open (Kb) | Tier IV       | 150.000       | gravel, buiten | Florencia Labat Alexia Dechaume     | Amanda Coetzer Wiltrud Probst          | 6-3, 6-3          | details       |
| 1993-07-12 | Citroën Cup (Kb)               | Tier III      | 150.000       | gravel, buiten | Li Fang Dominique Monami            | Maja Murić Pavlína Rajzlová            | 6-2, 6-1          | details       |
| 1994-07-25 | Styrian Open (M)               | Tier IV       | 100.000       | gravel, buiten | Sandra Cecchini Patricia Tarabini   | Alexandra Fusai Karina Habšudová       | 7-5, 7-5          | details       |
| 1995-07-24 | Styrian Open (M)               | Tier IV       | 107.500       | gravel, buiten | Silvia Farina Andrea Temesvári      | Alexandra Fusai Wiltrud Probst         | 6-2, 6-2          | details       |
| 1996-08-05 | Meta Styrian Open (M)          | Tier IV       | 107.500       | gravel, buiten | Janette Husárová Natalia Medvedeva  | Lenka Cenková Kateřina Kroupová        | 6-4, 7-5          | details       |
| 1997-07-28 | Styria Open (M)                | Tier IV       | 107.500       | gravel, buiten | Eva Melicharová Helena Vildová      | Radka Bobková Wiltrud Probst           | 6-2, 6-2          | details       |
| 1998-07-06 | Piberstein Styria Open (M)     | Tier IV       | 107.500       | gravel, buiten | Laura Montalvo Paola Suárez         | Tina Križan Katarina Srebotnik         | 6-1, 6-2          | details       |
| 1999-07-05 | Egger Tennis Festival (P)      | Tier IVb      | 112.500       | gravel, buiten | Silvia Farina Karina Habšudová      | Olha Loehina Laura Montalvo            | 6-4, 6-4          | details       |
| 2000-07-10 | Uniqa Grand Prix (Kf)          | Tier III      | 170.000       | gravel, buiten | Laura Montalvo Paola Suárez         | Barbara Schett Patty Schnyder          | 7-6, 6-1          | details       |
| 2001-07-09 | Uniqa Grand Prix (W)           | Tier III      | 170.000       | gravel, buiten | Paola Suárez Patricia Tarabini      | Vanessa Henke Lenka Němečková          | 6-4, 6-2          | details       |
| 2002-06-10 | Wien Energie Grand Prix (W)    | Tier III      | 170.000       | gravel, buiten | Petra Mandula Patricia Wartusch     | Barbara Schwartz Jasmin Wöhr           | 6-2, 6-4          | details       |
| 2003-06-09 | Wien Energie Grand Prix (W)    | Tier III      | 170.000       | gravel, buiten | Li Ting Sun Tiantian                | Yan Zi Zheng Jie                       | 6-3, 6-4          | details       |
| 2004-05-17 | Wien Energie Grand Prix (W)    | Tier III      | 170.000       | gravel, buiten | Martina Navrátilová Lisa Raymond    | Cara Black Rennae Stubbs               | 6-2, 7-5          | details       |
| 2005–2006  | geen toernooi                  | geen toernooi | geen toernooi | geen toernooi  | geen toernooi                       | geen toernooi                          | geen toernooi     | geen toernooi |
| 2007-07-23 | Gastein Ladies (BG)            | Tier III      | 175.000       | gravel, buiten | Lucie Hradecká Renata Voráčová      | Ágnes Szávay Vladimíra Uhlířová        | 6-3, 7-5          | details       |
| 2008-07-14 | Gastein Ladies (B)             | Tier III      | 175.000       | gravel, buiten | Andrea Hlaváčková Lucie Hradecká    | S Karatantcheva Nataša Zorić           | 6-3, 6-3          | details       |
| 2009-07-20 | Nürnberger Gastein Ladies (BG) | International | 220.000       | gravel, buiten | Andrea Hlaváčková Lucie Hradecká    | Tatjana Malek Andrea Petković          | 6-2, 6-4          | details       |
| 2010-07-19 | Nürnberger Gastein Ladies (BG) | International | 220.000       | gravel, buiten | Lucie Hradecká A Medina Garrigues   | Timea Bacsinszky Tathiana Garbin       | 6-7, 6-1, [10-5]  | details       |
| 2011-07-11 | Nürnberger Gastein Ladies (BG) | International | 220.000       | gravel, buiten | Eva Birnerová Lucie Hradecká        | Jarmila Gajdošová Julia Görges         | 4-6, 6-2, [12-10] | details       |
| 2012-06-11 | Nürnberger Gastein Ladies (BG) | International | 220.000       | gravel, buiten | Jill Craybas Julia Görges           | A-L Grönefeld Petra Martić             | 6-7, 6-4, [11-9]  | details       |
| 2013-07-15 | Nürnberger Gastein Ladies (BG) | International | 235.000       | gravel, buiten | Sandra Klemenschits Andreja Klepač  | Kristina Barrois Eléni Daniilídou      | 6-1, 6-4          | details       |
| 2014-07-07 | Nürnberger Gastein Ladies (BG) | International | 250.000       | gravel, buiten | Karolína Plíšková Kristýna Plíšková | Andreja Klepač María Teresa Torró Flor | 4-6, 6-3, [10-6]  | details       |
| 2015-07-20 | Nürnberger Gastein Ladies (BG) | International | 250.000       | gravel, buiten | Danka Kovinić Stephanie Vogt        | Lara Arruabarrena Lucie Hradecká       | 4-6, 6-4, [10-3]  | details       |

* (BG) = Bad Gastein, (Br) = Bregenz, (Kb) = Kitzbühel, (Kf) = Klagenfurt, (M) = Maria Lankowitz, (P) = Pörtschach, (W) = Wenen

## Meervoudig winnaressen enkelspel
| speelster                | aantal titels | in de jaren            |
| ------------------------ | ------------- | ---------------------- |
| Virginia Ruzici          | 4             | 1978, 1980, 1982, 1985 |
| Claudia Kohde-Kilsch     | 2             | 1981, 1990             |
| Conchita Martínez        | 2             | 1991, 1992             |
| Anke Huber               | 2             | 1993, 1994             |
| Barbara Schett           | 2             | 1997, 2000             |
| Anna Smashnova-Pistolesi | 2             | 2002, 2004             |
| Andrea Petković          | 2             | 2009, 2014             |

## Enkel- en dubbelspeltitel in één jaar
| speelster            | in het jaar |
| -------------------- | ----------- |
| Judy Tegart          | 1969        |
| Billie Jean King     | 1971        |
| Katja Ebbinghaus     | 1972        |
| Sue Barker           | 1975        |
| Virginia Ruzici      | 1978, 1985  |
| Claudia Kohde-Kilsch | 1981        |
| Karina Habšudová     | 1999        |

Kitzbühel: 1990 · 1991 · 1992 · 1993 – Maria Lankowitz: 1994 · 1995 · 1996 · 1997 · 1998 – Pörtschach: 1999 – Klagenfurt: 2000 – Wenen: 2001 · 2002 · 2003 · 2004 – Bad Gastein: 2007 · 2008 · 2009 · 2010 · 2011 · 2012 · 2013 · 2014 · 2015
ITF-toernooien (mannen en vrouwen)

ATP-toernooien (mannen) – ATP-seizoen 2025

WTA-toernooien (vrouwen) – WTA-seizoen 2025

Voormalige toernooien mannen
Voormalige toernooien vrouwen
Voormalige amateurtoernooien
 Bad Gastein (2007-2015) →  Gstaad (2016-2018) →  Lausanne (2019-heden)